# Fagron
Fagron, tot 31 december 2014 Arseus genaamd, is een Belgisch-Nederlands beursgenoteerde onderneming op het gebied van gezondheidszorg. Het is een toeleverancier van farmaceutische grondstoffen. Het hoofdkantoor is gevestigd in Rotterdam, maar het bedrijf is geregistreerd in het Vlaamse Nazareth. Het was een divisie van het Belgische bedrijf Omega Pharma, maar is in 2007 afgescheiden van dit concern middels een beursgang.

## Activiteiten
Fagron maakt gepersonaliseerde geneesmiddelen en werkt hierbij nauw samen met apothekers, artsen, ziekenhuizen en de bredere gezondheidszorg. Door medicatie af te stemmen op de specifieke behoeften van elke patiënt wordt de behandeling effectiever, veiliger en meer geschikt voor individuele omstandigheden. Het bedrijf is actief in zestig landen en heeft ruim 4000 werknemers.
Er zijn drie bedrijfsonderdelen:
- Essentials: dit onderdeel levert grondstoffen voor magistrale bereiding, maar ook apparatuur, verpakkingen en benodigdheden voor bereidingen aan apotheken en gezondheidszorgcentra. Dit onderdeel had in 2024 en omzetaandeel van 39%.
- Brands: dit segment levert emulsies, poeders en crèmes die door Fagron zijn ontwikkeld in samenwerking met apothekers, artsen en universiteiten. Hieronder valt ook Fagron Genomics, dat gespecialiseerd is in genetische tests die artsen ondersteunen bij het voorschrijven van gepersonaliseerde therapieën.
- Compounding Services: voorziet apotheken en ziekenhuizen van kant-en-klare steriele en niet-steriele verbindingen. Hier worden grondstoffen van Essentials en formuleringen van Brands gecombineerd tot eindproducten. Dit is het grootste onderdeel met een omzetaandeel van 46% in 2024.

De belangrijkste afnemers van Compounding Services zijn hoofdzakelijk apothekers, ziekenhuizen en artsen. Verder zijn de groothandel en de industrie klant, maar het omzetaandeel van deze laatste twee is minder dan een vijfde van het totaal.
Noord-Amerika is de grootste markt met een omzetaandeel van 44% in 2024, gevolgd door Europa, Midden-Oosten en Afrika met 36% en de laatste 20% werd gerealiseerd in Latijns-Amerika.
Het aandeel Fagron/Arseus was vanaf maart 2014 opgenomen in de AMX Index aan Euronext maar werd in maart 2016 verdrongen naar de AScX Index. In juni 2019 keerde het aandeel terug in de AMX Index.

### Resultaten
| Jaar | Omzet       | Netto- resultaat |
| Jaar | (× miljoen) | (× miljoen)      |
| ---- | ----------- | ---------------- |
| 2006 | € 276,9     | € 12,1           |
| 2007 | € 304,4     | € 16,3           |
| 2008 | € 354,5     | € 14,9           |
| 2009 | € 391,3     | € 19,6           |
| 2010 | € 424,1     | € 22,5           |
| 2011 | € 492,3     | € 28,1           |
| 2012 | € 337,5     | € 50,9           |
| 2013 | € 342,7     | € 41,8           |
| 2014 | € 447,1     | € 43,2           |
| 2015 | € 427,6     | € −24,9          |
| 2016 | € 421,8     | € −18,1          |
| 2017 | € 433,5     | € 47,1           |
| 2018 | € 471,7     | € 43,3           |
| 2019 | € 534,7     | € 41,5           |
| 2020 | € 556,0     | € 60,0           |
| 2021 | € 573,8     | € 61,4           |
| 2022 | € 683,9     | € 70,1           |
| 2023 | € 763,0     | € 71,0           |
| 2024 | € 872,0     | € 81,0           |

De resultaten over 2012, 2013, 2015 en 2017 betreffen herziene resultaten

## Geschiedenis
Fagron werd in 1990 opgericht door Van Jeveren en verdeelde grondstoffen voor medicamenten. Tien jaar later, in 2000, werd het bedrijf overgenomen door Omega Pharma. Omega Pharma nam reeds lange tijd kleinere bedrijven over en richtte ook verschillende gespecialiseerde divisies op. Dit kaderde in de buy-and-build-strategie van het bedrijf.
Arseus werd in 2006 opgericht als een koepel voor 35 bedrijfjes, waaronder Fagron. Arseus vormde de integratie van de "professional healthcare division" (b2b) van Omega Pharma. In 2007 ging Arseus naar de beurs na een managementbuy-out. Omega Pharma behield toen nog 24% van de aandelen van Arseus.
Vanaf 2006 werden de activiteiten van Arseus verdeeld in vier grote divisies:
- Fagron is de afdeling voor magistrale bereidingen. Het bedrijf ontwikkelt en verkoopt recepturen, instrumenten en farmaceutische grondstoffen voor magistrale bereidingen en verspreidt ook eigen cosmetische producten. De omzet van Fagron besloeg oorspronkelijk zo'n 35% van Arseus en was goed voor 49% van de EBITDA. In 2000 werden naast Fagron nog twee andere Nederlandse bedrijven die actief waren op het vlak van magistrale bereidingen overgenomen: het in 1897 opgerichte Spruyt-Hillen en Bufa. Beide behoren tot de Fagron-divisie.
- Arseus Dental is de afdeling voor tandheelkundige producten, het verkoopt tandheelkundige apparatuur, instrumenten en verbruiksgoederen en produceert hoge-precisieonderdelen en –instrumenten voor tandheelkunde en orthopedie. Aanvankelijk was Arseus Dental goed voor zo'n 39% van de omzet en 29% van de totale EBITDA. Arseus Dental werd in 1999 opgericht onder de naam "Omega Dental". Omega Dental ontstond door het overnemen door Omega Pharma van ABC Dental Group, Servidental, OHC, JJ Maes-Sygma, Dental Group 2000 en de Lamoral-groep. Later werden internationaal nog meer kleinere bedrijven overgenomen die actief waren op het vlak van de tandheelkunde.[7]
- Arseus Medical is de afdeling voor gezondheidszorgproducten en verkoopt medische, chirurgische, ziekenhuis- en andere gezondheidszorgproducten. In 2006 stond Arseus Medical voor 17% van de omzet en 5% van de EBITDA van Arseus. Arseus Medical werd in 2002 opgericht onder de naam "Omega Medical". Omega Medical ontstond door meerdere overnames in België en Nederland, waaronder Van Hopplynus Ophtalm, HCC, Distribal, Nova Medica, Medical Quick Supplies en Schinkel Medical.
- Corilus is de IT-afdeling en ontwikkelt software voor verschillende terreinen in de gezondheidszorg. In 2006 stond Corilus voor 9% van de omzet en 17% van de EBITDA van Arseus. Corilus werd in 1998 opgericht onder de naam "OmegaSoft". OmegaSoft ontstond door de overname van Competel Pharma Systems, Competel Software Development, ICS, Farmix, Cogestic en A2I.

In november 2009 verkocht Omega Pharma haar belang in Arseus aan het private-equity investeerder Waterland. Via Couckinvest behield Marc Coucke nog 11% van de aandelen. In 2014 verkocht Coucke nog meer aandelen en daalde zijn belang in Arseus tot 8 à 9%.
In 2012 werd de divisiestructuur van Arseus gewijzigd. Arseus Dental en Arseus Medical verdwenen en werden vervangen door Healthcare Solutions en Healthcare Specialities. Healthcare Solutions bundelt de dentale en medische distributieactiviteiten. Healthcare Specialities bundelt de bedrijven die nieuwe dentale en medische producten ontwikkelen en op de markt brengen. Verder bleven Fagron en Corilus bestaan.
In 2014 werd het grootste deel van Healthcare Solutions en Healthcare Specialities verkocht. Deze rendeerden reeds geruime tijd minder. Arseus ging verder met de bestaande onderdelen Fagron en Corilus en de nieuwe divisie HL Technology. Hier waren de activiteiten rond de ontwikkeling en productie van apparatuur voor de dentale en orthopedische industrie in onder gebracht. Dit was het kleinste bedrijfsonderdeel van Arseus met slechts 3% van de omzet in 2013.
In november 2014 werd bekend dat de bedrijfsnaam vanaf 2015 weer Fagron is.
In maart 2015 werd de verkoop van Corilon aan AAC Capital afgerond. De verkoop leverde € 77 miljoen op en Fagron gebruikte deze opbrengst om verdere groei te financieren. Fagron heeft na deze verkoop nog twee divisies, Fagron en HL Solutions.
Op 15 juli 2015 wees het Europese Hof vonnis in een zaak tegen de Zweedse producent Abcur. Hierin werd uitgesproken dat het doorleveren van eigen bereidingen is verboden. De koers van het aandeel Fagron daalde fors toen dit vonnis maanden later gepubliceerd werd. Op 30 november 2015 werd de handel zelfs opgeschort na een koersdaling binnen twee uur van meer dan 30%. Na hervatting van de handel sloot het aandeel die dag ruim 36% lager.
In 2024 heeft Fagron drie internationale overnames gerealiseerd. In Brazilië werd Purifarma overgenomen voor € 42 miljoen van een lokale branchegenoot. Purifarma heeft drie fabrieken en realiseerde een jaaromzet van € 33 miljoen. In Duitsland werd de grondstoffentak van Euro OTC gekocht. Financiële details van deze deal zijn niet bekendgemaakt. De derde acquisitie betrof die van een bereidingsbedrijf 503B Outsourcing dat onderdeel was van het Amerikaanse Ritedose. Van deze deal zijn ook geen financiële details bekendgemaakt.